# Morti nel 1292
| Questa pagina contiene informazioni ricavate automaticamente dalle voci biografiche con l'ausilio del template Bio e di un bot. L'aggiornamento è periodico e automatico e ricostruisce completamente la pagina. Se manca una persona in questa lista, sei pregato di non aggiungerla, ma accertati piuttosto che la sua voce biografica contenga il template Bio e che i dati anagrafici siano correttamente compilati. Se il template Bio manca, inseriscilo tu stesso o, in alternativa, metti l'avviso {{tmp\|Bio}} che ne segnala la mancanza. Se i dati riportati sono sbagliati, correggi direttamente la voce biografica; le modifiche saranno visibili in questa lista entro pochi giorni. Per chiarimenti vedi il progetto biografie. La lista contiene solo le 22 persone che sono citate nell'enciclopedia e per le quali è stato implementato correttamente il template Bio. Pagina aggiornata al 10 ago 2025. |

- 17 gennaio - Teobaldo Ordelaffi, italiano
- 6 febbraio - Guglielmo VII del Monferrato, sovrano italiano (n. 1240)
- 3 marzo - Chiara da Polenta, nobile e religiosa italiana
- 4 aprile - Papa Niccolò IV, papa, vescovo cattolico e cardinale italiano (n. 1227)
- 16 aprile - Thibaud Gaudin, francese
- 8 maggio - Amato Ronconi, religioso italiano (n. 1226)
- 24 luglio - Kinga di Polonia, religiosa e santa ungherese (n. 1224)
- 25 settembre - Alice di Saluzzo, nobile italiana
- 30 ottobre - Benvenuta Boiani, religiosa italiana (n. 1255)
- 8 dicembre - John Peckham, arcivescovo cattolico, filosofo e teologo inglese
- Spagnolo Abati, giurista italiano (n. 1240)
- Ruggero Bacone, religioso, filosofo e scienziato britannico (n. 1214)
- Vakhtang II di Georgia, re
- Beatrice di Savoia, nobile italiana
- Roberto Bonghi, vescovo cattolico italiano
- Darmabala, principe mongolo (n. 1264)
- Gertrude di Hackeborn, religiosa tedesca (n. 1232)
- Marjorie, Contessa di Carrick, nobile scozzese
- Isabella Mortimer, nobile britannica (n. 1247)
- Guiraut Riquier, trovatore francese
- Guido da Suzzara, giurista e avvocato italiano (n. 1225)
- Tomàs de Santcliment, nobile e militare spagnolo